# Johann Michael Vogl

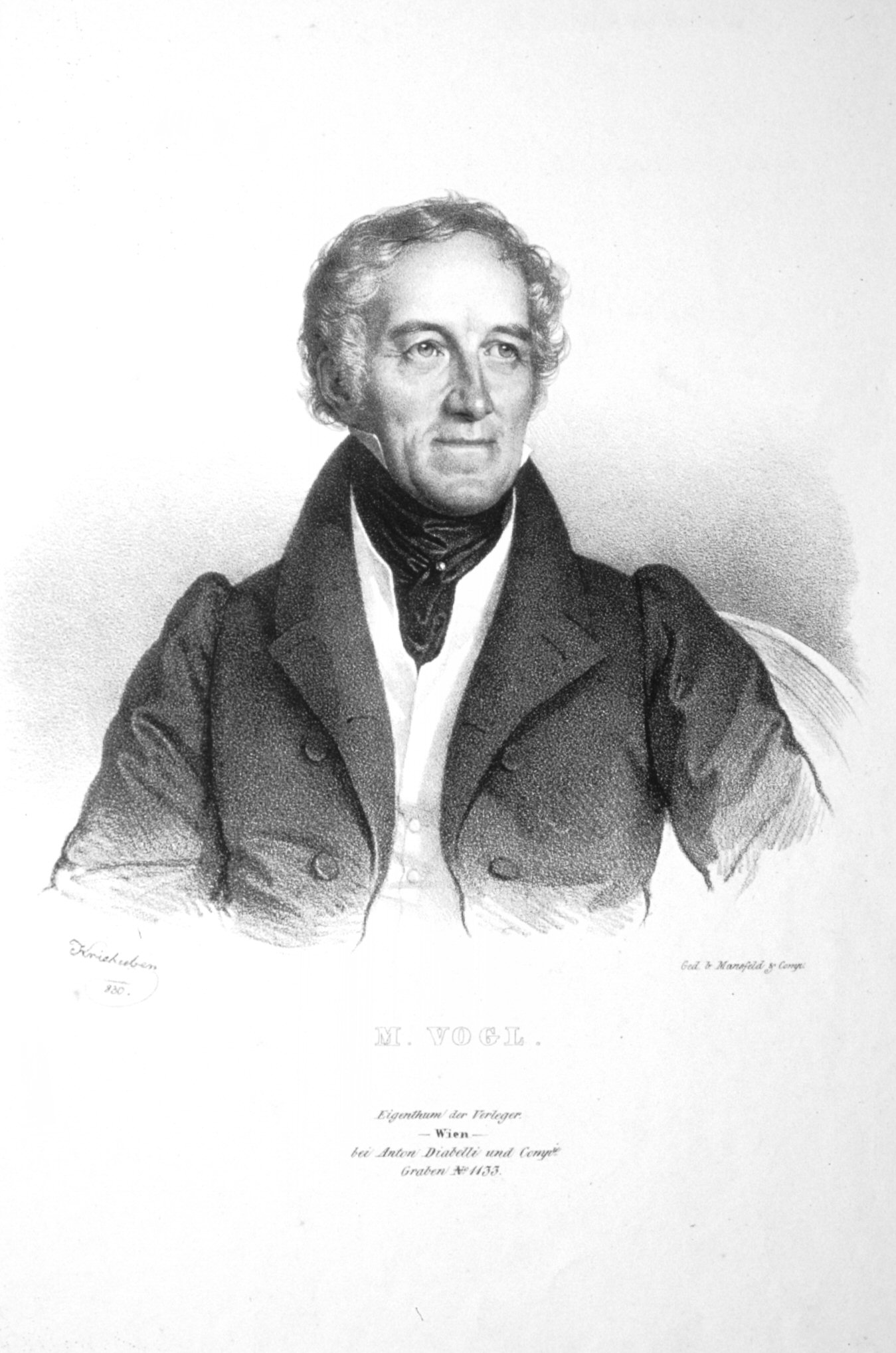
Johann Michael Vogl, lithograaf van Josef Kriehuber

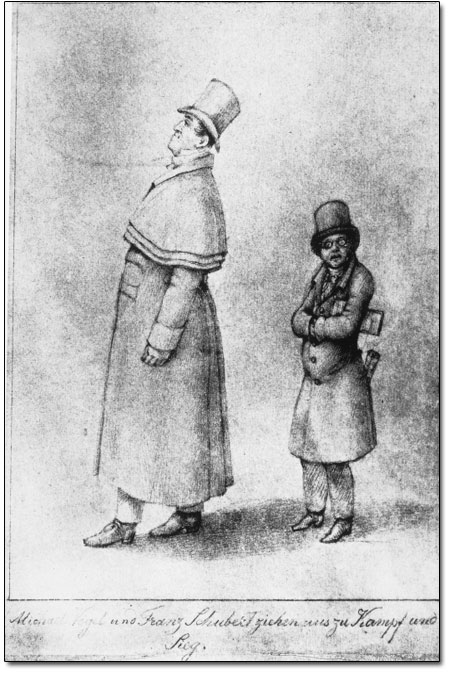
Vogl en Franz Schubert, karikatuur door Franz von Schober

Johann Michael Vogl (Steyr, 10 augustus 1768 - Wenen, 19 november 1840) was een Oostenrijkse bariton en componist. Hoewel hij in zijn tijd beroemd was, is hij vooral bekend gebleven door zijn nauwe collegiale en vriendschappelijke banden met de componist Franz Schubert.

## Leven en werken
Vogl volgde het Gymnasium in het klooster in Kremsmünster, waar hij talen, filosofie en zang studeerde. Hij nam deel aan diverse muziekproducties van zijn vriend Franz Süßmayr (dezelfde man die ook het Requiem van Mozart afmaakte). In 1786 verhuisde Vogl naar Wenen voor zijn muziek- en later rechtenstudie. In 1795 debuteerde hij in de Weense Staatsopera, alwaar hij werd ontdekt vanwege zijn acteerkunst en fraaie stem.
In 1813 woonde Franz Schubert een uitvoering bij van Glucks Iphigénie en Tauride waarin Vogl de rol van Orestes vertolkte. Schubert vergat deze ervaring niet meer en schreef Vogl aan. Het daarop volgende jaar, toen Vogl de rol van Pizarro in de première van de laatste versie van Beethovens Fidelio had, zou Schubert (die toen 17 jaar was) zijn schoolboeken hebben verkocht om een kaartje voor die voorstelling te bemachtigen.
Toen uiteindelijk beide heren elkaar ontmoetten in 1817 was zowel Vogl onder de indruk van de kwaliteit van Schuberts muziek, als Schubert van de kwaliteit van Vogls zangkunst. Hierop schreef Schubert een serie liederen, met Vogls stem in zijn achterhoofd. Een van de eerste successen van het duo was in 1821 met een uitvoering van het lied Der Erlkönig, nog voor het uitgegeven was.
De relatie tussen zanger en componist was vruchtbaar. Vogl bleef Schuberts muziek zingen, ook na Schuberts overlijden in 1828. Met pianist Emanuel Mikschik zong Vogl vlak voor zijn eigen overlijden de complete Winterreise.
- Bibliothèque nationale de France: cb16441051n (data)
- Gemeinsame Normdatei: 118768964
- International Standard Name Identifier: 0000 0000 3527 4117
- Library of Congress Control Number: n84191324
- MusicBrainz: 1ac94d71-9261-4c85-86d4-6f0dfd1d1a6d
- Nationale bibliotheek van Australië: 54763890
- Nationale Bibliotheek van Israël: 987012502676205171
- Nederlandse Thesaurus van Auteursnamen: 101882491
- SNAC: w64t6k2j
- Système universitaire de documentation: 158510593
- Trove: 1601910
- Virtual International Authority File: 25398354
- WorldCat: E39PBJfxdjb9GbMXrQVXvrV3cP